# Mizigi
Mizigi (łac. Diocesis Mizigitanus) – stolica historycznej diecezji w Cesarstwie rzymskim w prowincji Afryka Prokonsularna, sufragania metropolii Kartagina. Współcześnie w Tunezji. Obecnie katolickie biskupstwo tytularne.

## Biskupi tytularni
| Lp. | Biskup                        | Funkcja                                    | Od             | Do               |
| --- | ----------------------------- | ------------------------------------------ | -------------- | ---------------- |
| 1   | Gioacchino Pedicini           | emerytowany biskup Avellino (Włochy)       | 2 czerwca 1967 | 6 stycznia 1976  |
| 2   | Jacques Huynh Vân Cùa         | biskup koadiutor Phú Cường (Wietnam)       | 22 lutego 1976 | 9 stycznia 1995  |
| 3   | Michael Putney                | biskup pomocniczy Brisbane (Australia)     | 31 maja 1995   | 24 stycznia 2001 |
| 4   | José Antonio Gentico          | biskup pomocniczy Buenos Aires (Argentyna) | 21 marca 2001  | 5 kwietnia 2007  |
| 5   | Raúl Antonio Martinez Paredes | biskup pomocniczy Santiago (Gwatemala)     | 28 lipca 2007  |                  |